# 沙龍攝影愛好者

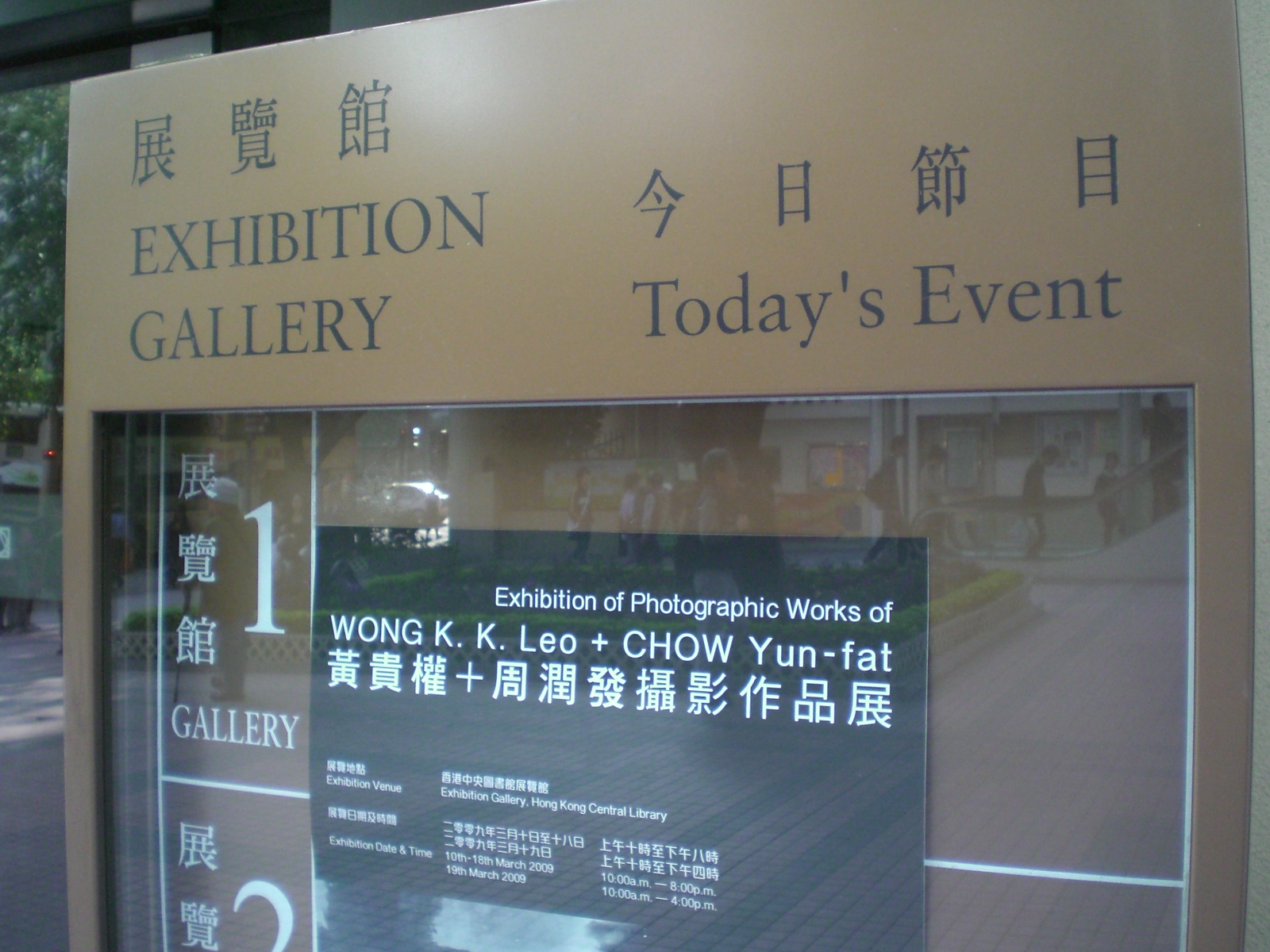
圖為一位攝影大師和他學生的攝影作品聯展

沙龍攝影愛好者，是指有興趣拍攝沙龍攝影的業餘攝影愛好者。他們以愛好攝影為主要興趣而非以攝影為職業，他們本身的職業來自社會各行各業。他們的從影歷程有等跟隨導師學習攝影技巧，有的自學研究，或一羣志趣相投攝影愛好者於工餘出外找尋攝影題材拍攝作品。沙龍攝影愛好者可以細分為不同攝影興趣群體，有些鍾情拍攝人像、大自然生態、建築物、自然風光，人文歷史等，亦有專門拍攝街頭景物、社區活動、運動比賽、地區盛事、人生百態等。拍攝風格也可分為寫實派、唯美主義派、視覺藝術派等等。
沙龍攝影愛好者較喜歡使用高階之相機、長短焦距鏡頭、腳架、濾鏡、閃燈等器材，以追求更佳的拍攝效果。
沙龍攝影愛好者的作品，崇尚創作藝術，甚少用作商業用途，多用為攝影展覽，印製畫集，建立攝影网站，參加攝影會比賽，專題比賽，國際級沙龍比賽，投考攝影會之名銜考試，進階投考國際級影會如國際攝影聯盟FIAP、美國攝影學會PSA、英國皇家攝影學會RPS以獲取攝影大師星級名銜。香港的著名影會有香港攝影學會、中華攝影學會、沙龍影友協會、大眾攝影學會、及香港攝影藝術協會，這些影會均設有認可的攝影名銜考試。
但是在香港，近年來在報紙雜誌的娛樂版斷章取義下，將沙龍攝影愛好者這個名詞，簡稱為龍友，更將龍友這個名字套用至另一意思，狹義地解釋為只熱衷於拍攝街頭、展覽或宣傳活動模特兒的影友，並渲染成為帶有貶義之不良意思。

## 名人
- 任達華
- 周潤發